# Diogo de Paiva de Andrade
Diogo de Paiva de Andrade (também conhecido como Diogo Andrada de Payva ou Diego de Paiva de Andrada, Coimbra, 26 de julho de 1528 – Lisboa, 1 de dezembro de 1575) foi um teólogo português do século XVI.

## Biografia
Andrade era filho do tesoureiro-geral de João III. Sua inclinação original foi para a missão estrangeira. Depois de concluir seu curso na Universidade de Coimbra, foi ordenado sacerdote, e permaneceu como professor de Teologia.
Tão grande era a sua reputação que o rei Sebastião de Portugal o indicou para ser o teólogo representante português no Concílio de Trento em 1561. Ali mereceu as graças especiais do Papa Pio IV por seu competente trabalho em defesa da autoridade papal. Enquanto participou do Concílio, escreveu seu Decem libri orthodoxarum explicationum (Veneza, 1564, 1594; Colônia, 1564, 1574) contrário à obra de Martin Chemnitz, o Velho (1522–1586), Theologiae Jesuitarum praecipua capita. Neste livro, discute e define os principais pontos da doutrina atacada pelos hereges. Chemnitz respondeu com o seu bem conhecido Examen decretorum Concilii Trienttini, em resposta ao qual Andrade produziu seu melhor trabalho, Defensio Tridentinae Fidei Catholicae (Lisboa, 1578 e 1595).
Entre 1562 e 1567, Diogo de Paiva de Andrade publicou muitos panfletos controversos, especialmente contra o luterano, Martin Chemnitz. Seu primeiro folheto, De Societatis Jesu Origine, o levou a ser erroneamente confundido com um jesuíta. Seu De Conciliorum Auctoritate foi bem recebido em Roma por exaltar a autoridade do papa. Após a sua morte, em dezembro de 1575, foram publicados: Defensio Tridentinae Fidei (1578) (notável pelo registro de opiniões diversas sobre a Imaculada Conceição), e por três conjuntos de seus sermões em português.
Andrade não tinha apenas uma grande compreensão das questões teológicas que lhe deu uma posição importante entre os teólogos do século XVI, mas ele era também tão claro e convincente na exposição de seus argumentos que provou ser um apologista admirável, e foi com pesar que sua morte impediu a conclusão de sua grande obra, Defensio Tridentinae Fidei. Esta tinha avançado até a quinta sessão, incluindo a doutrina sobre a Imaculada Conceição em defesa da qual cita uma imponente série de fontes.
Seu sobrinho, Diogo, o Jovem (1586–1660), produziu Chauleidos (1628) e outros poemas em latim, incluindo dramas sagrados, e um tratado sobre moral, Casamento Perfeito (1630); também brilhou com uma crítica histórica.